# 尾口昌康
尾口 昌康（おぐち まさやす、1971年 - ）は、日本のソーシャルワーカー。別府大学准教授。
専門は精神保健福祉。

## 略歴
民間精神科病院のPSW（精神科ソーシャルワーカー）を経て、2009年福岡医療福祉大学人間社会福祉学部臨床福祉心理学科講師。別府大学文学部人間関係学科専任講師をへて、准教授。

## 専門（研究・活動内容等）

### 研究分野
- 社会福祉学
- 精神保健福祉